# Aupaluk
Aupaluk (inuktitut: ᐊᐅᐸᓗᒃ) är en nordlig bykommun (municipalité de village nordique) i provinsen Québec i Kanada. Den ligger i regionen Nord-du-Québec, i den östra delen av landet, 1 600 km norr om huvudstaden Ottawa. Antalet invånare var  vid folkräkningen 2021.